# Musée des Beaux-Arts de Cordoue
Le musée des Beaux-Arts de Cordoue (en espagnol le Museo Provincial de Bellas Artes, musée provincial des Beaux-Arts) est un musée situé dans la ville de Cordoue, dans la communauté autonome d'Andalousie, en Espagne. Inauguré en 1844, il se trouve sur la Place du Potro et occupe le bâtiment de l'ancien hôpital de la charité (Hospital de la Caridad) qui abrite également le musée Julio Romero de Torres. Les collections du musée retracent l'activité artistique à Cordoue depuis le XVe siècle jusqu'à l'époque actuelle. Le musée abrite un fonds important de peintures et de sculptures dont la majorité provient des confiscations de 1835 et 1868. Le musée des Beaux-Arts de Cordoue a été déclaré bien d'intérêt culturel dans la catégorie "Monuments" par le gouvernement espagnol en 1962.

## Histoire
Le musée des Beaux-Arts de Cordoue a été créé en 1844 et a été logé dans plusieurs bâtiments jusqu'en 1862, date à laquelle le conservateur du musée devient Rafael Romero Barros, qui l'installe dans l'ancien hôpital de la charité, Plaza del Potro. Entre 1864 et 1916, le même bâtiment abrite aussi le musée archéologique et d'autres institutions culturelles. L'hôpital de la charité date de la fin du XVe siècle et a subi des modifications aux XVIe et XVIIIe siècles, puis au XXe siècle sous l'impulsion du successeur de Rafael Romero Barros, Enrique Romero de Torres. En 1931, à la mort du peintre cordouan Julio Romero de Torres, le musée Julio Romero de Torres est créé, d'abord en tant qu'annexe du musée des Beaux-Arts, avant de devenir un musée à part entière. Jusqu'en 1984, la gestion du musée est assurée par la Diputación Provincial et le Ministère de l'Instruction publique, puis la gestion du musée est transférée à la Junte d'Andalousie.

## Collections
Les collections du musée se constituent sur la base d'œuvres (principalement des peintures) confisquées par l'Étypotat espagnol lors des confiscations de 1835 puis 1868. Elles sont augmentées par des dons, des achats et des dépôts variés. Parmi les dons notables figurent ceux de la marquise de Cabriñana en 1898, d'Ángel Avilés en 1922, le dépôt confié par Mateo Inurria en 1943, les dons de Luis Bea Pelayo en 1948 et 1962, celui de Camacho Padilla en 1969 et la collection de la famille Romero de Torres acquise par la Junte d'Andalousie en 1989 et ajoutée au musée en 1991.
Les collections du musée des Beaux-Arts de Cordoue présentent les artistes cordouans les plus remarquables depuis le Moyen Âge jusqu'à l'époque présente. Le musée possède également des tableaux d'autres artistes espagnols, notamment José de Ribera, Valeriano Domínguez Bécquer, Antonio María Esquivel et Carlos de Haes. Le musée possède également un fond de sculptures espagnoles.
La collection Romero de Torres se compose de trois sections. La section "arts plastiques" comprend des tableaux de Rafael Romero Barros, Rafael, Enrique et Julio Romero de Torres, et de Rafael Romero de Torres Pellicer. La section archéologique comprend des objets ibériques, romains, wisigoths et andalous. La dernière section est consacrée aux arts décoratifs.